# 컴퓨터 비상 대응팀
컴퓨터 비상 대응팀(computer emergency response team, CERT)이라는 이름은 카네기멜론대학교의 첫 번째 팀인 CERT/CC에서 유래했다. CERT는 현재 카네기 멜론대학교의 등록된 서비스이며 세계 여러 다른 팀들에게 라이선스를 제공하고 있다. 어떤 팀들은 기술 지원이 아닌 컴퓨터 보안 사고를 다룬다는 것을 명확히 하기 위해 더 일반적인 표현인 컴퓨터 보안 사고 대응팀(CSIRT:Computer Security Incident Response Team)이라는 이름을 사용하기도 한다. CERT는 카네기 멜론 대학교가 소유한 등록상표이기 때문에 CSIRT와 혼용 되어서는 안 된다.
컴퓨터 보안 사고 대응팀의 역사는 악성 소프트웨어, 특히 컴퓨터 웜과 컴퓨터 바이러스와 관련되어 있다. 새로운 기술이 출현할 때마다 이를 악용하는 사례는 곧 나타나곤 했다. IBM의 VNET이 첫 번째 컴퓨터 웜으로 뒤덮였었고, 얼마 지나지 않아 모리스 웜이라는 컴퓨터 웜이 1988년 11월 3일에 상당수의 인터넷을 마비 시켰다. 이를 계기로 미국 연방 정부와의 계약으로 카네기 멜론 대학교에 CERT/CC가 만들어지게 되었다. 이후 몇 년 동안 정보 기술과 통신 기술의 급속한 성장과 함께 더 일반적인 용어인 "컴퓨터 보안 사고 대응팀(CSIRT)"이 가장 큰 조직 구조의 핵심적인 부분을 지칭하게 되었다.

## CSIRT 조직

### 글로벌 조직
사고 대응 및 보안팀 포럼(FIRST:Forum of Incident Response and Security Teams) 이 CSIRT들의 글로벌 연합체이다.

### 북미
미국에 있는 대부분의 CSIRT 조직들은 카네기 멜론 대학교의 CERT-CC와 협업하고 있다. CERT-CC가 미국 내 조직 운영의 중심 역할을 하고 있으며 애플과 같은 회사들에게 주요 접촉 창구 역할을 하고 있다.
- CERT-CC, 카네기 멜론 대학교
- US-CERT, 미국 국토안보부

### 남미
- CERT.br, 브라질, FIRST의 멤버
- Ar-CERT, 아르헨티나, FIRST의 멤버
- 베네수엘라 CERT/VENCERT, 베네수엘라, Sistema Nacional de Gestión de Incidentes Telemáticos de la República Bolivariana de Venezuela.
- Colombia CERT/CSIRT, 콜롬비아
- CSIRT CHILE 보관됨 2009-02-13 - 웨이백 머신, 칠레
- CERT DOMINICANA[깨진 링크(과거 내용 찾기)], 도미니카 공화국

### 유럽
유럽의 CSIRT들은 TERENA의 태스크포스인 TF-CSIRT에서 협업하고 있다. 유럽에 알려진 CSIRT들의 목록 은 Trusted Introducer 웹사이트에서 찾을 수 있다.

### 아시아 태평양
아시아 태평양 지역의 CSIRT들은 아시아-태평양 컴퓨터 비상 대응팀(APCERT:Asia-Pacific Computer Emergency Response Team)에서 협업한다. 아시아 태평양 지역의 CSIRT 목록

### 다른 국가들
- Sri Lanka CERT|CC, 스리랑카
- Q-CERT 보관됨 2013-12-05 - 웨이백 머신, 카타르
- CSIRT-ANTEL, 우루과이 ANTEL의 사고 대응팀
- 사우디 아라비아 CERT
- * AE CERT 보관됨 2015-01-06 - 웨이백 머신, 아랍에미리트
- UZ-CERT, Uzbekistan Computer Emergency Response Team (우즈베키스탄)
- IrCERT, 이란 컴퓨터 비상 대응팀, 이란
- SharifCERT, University-Based Computer Emergency Response Team, Sharif University of Technology, 이란
- ShirazAPA 보관됨 2013-07-23 - 웨이백 머신, Shiraz University, 이란
- Côte d'Ivoire-Computer Emergency Response Team, 코트디부아르
- CERT-In, 인도 컴퓨터 비상 대응팀(Indian Computer Emergency Response Team)
- ID-CERT 인도네시아 컴퓨터 비상 대응팀(Indonesia Computer Emergency Response Team), 인도네시아

## 같이 보기
- 컴퓨터 보안
- 정보 보안

## 참고
Software Engineering Institute, 카네기 멜론 대학교. "Trademarks and Servicemarks." Software Engineering Institute website. 2012. http://www.sei.cmu.edu/legal/marks/index.cfm
1. ↑  Software Engineering Institute, Carnegie Mellon University. "Trademarks and Servicemarks." Software Engineering Institute website. 2012. http://www.sei.cmu.edu/legal/marks/index.cfm
2. ↑  “보안”. apple.com. 2011년 5월 25일에 원본 문서에서 보존된 문서. 2018년 5월 11일에 확인함. 애플은 CERT-CC와 같은 조직들과 긴밀하게 협업하고 있다